# Giorgio Mastropasqua
Giorgio Mastropasqua (né le 13 juillet 1951 à Rivoli au Piémont) est un joueur de football italien, qui jouait au poste de défenseur ou de milieu de terrain.

## Biographie

### Joueur
Formé par le club de la Juventus (avec notamment Roberto Bettega), il est tout d'abord prêté par la société bianconera à des clubs de divisions inférieures qui souhaitaient lui donner un peu d'expérience. Il fait ses débuts en équipe première en 1969 sous les commandes d'Ercole Rabitti. 
Il est ensuite prêté à Pérouse, où il ne parvient pas à s'imposer, avant d'être à nouveau prêté durant deux saisons l'AC Ternana. En rossoverde, il devient titulaire indiscutable de l'effectif entraîné par Corrado Viciani, et parvient à monter en Serie A à la fin de la saison 1971-1972. En 1972-73, Mastropasqua fait ses débuts en première division, le 24 septembre 1972 lors d'un Naples-Ternana (1-0). C'est au cours de cette saison qu'il fait ses débuts avec l'équipe d'Italie espoirs. Il perd ensuite peu à peu sa place de titulaire, critiqué pour de prestations de moins en moins bonnes.
Il retourne ensuite à Turin, où il sert de doublure à Sandro Salvadore, jouant en tout seulement 8 matchs durant la saison (il joue sa première rencontre le 2 septembre 1973 lors d'une victoire 5-0 sur le terrain de la SPAL). Durant l'été 1974, lui et Gian Pietro Marchetti furent vendus à l'Atalanta Bergame en échange de Gaetano Scirea. Il reste à Bergame durant cinq saisons et joue un total de 135 matchs pour 13 buts, faisant son retour en Serie A en 1977 sous les ordres de Battista Rota.
Il reste ensuite une seule saison au Bologne FC (Serie A) puis deux saisons à la Lazio Rome, depuis peu en Serie B à cause du scandale du Totonero. Avec le club de la capitale, il retrouve la première division, et en 1982, il rejoint le club de Calcio Catane, entraîné par Gianni Di Marzio. En Sicile, il obtient la troisième promotion de sa carrière en Serie A.
En 1984 à 33 ans, il rejoint la Serie C1 et le Plaisance FC, avec qui il devient capitaine. Il y reste deux saisons et termine ensuite sa carrière à 38 ans avec le club de l'AC Pavie,puis de Gorle.
Il a au total joué durant sa carrière 112 matchs pour 8 buts en Serie A avec Ternana, la Juventus, Atalanta, Bologne et Catane, ainsi que 229 matchs pour 17 buts en Serie B avec Pérouse, Ternana, l'Atalanta, la Lazio et Catane.

### Entraîneur
Après diverses expériences dans des équipes de Bergame, il est nommé en juillet 2011 entraîneur du Football Club AlzanoCene 1909 en Serie D.

## Palmarès
| Ternana - Championnat d'Italie D2 (1) : - Champion : 1971-72. |  | Juventus - Championnat d'Italie : - Vice-champion : 1973-74. |